# العلاقات البلجيكية الهولندية
العلاقات البلجيكية الهولندية تشير إلى العلاقات الثنائية بين بلجيكا وهولندا. يمكن اعتبارها واحدة من أقرب العلاقات الدولية في الوجود، وتتميز بالتاريخ المشترك والثقافة والمؤسسات واللغة، والروابط الواسعة بين الأفراد، والمصالح الأمنية المتوافقة، والبطولات الرياضية، والتعاون التجاري والاستثماري النشط. كلا البلدين عضوان في الاتحاد الأوروبي وحلف شمال الأطلسي، ويشكلان مع لوكسمبورغ البلدان المنخفضة واتحاد البنلوكس الاقتصادي.

## العلاقات
أقيمت العلاقات بعد استقلال بلجيكا عن مملكة الأراضي المنخفضة المتحدة عام 1839. كلا البلدين حليفان كبيران لهما أوجه تشابه ثقافي وتعاون وثيق بين الحكومتين. تُعرف اللغة المحكية في بلجيكا بالهولندية/الفلمنكية، وهي اللغة الأكثر استخدامًا في كلا البلدين. يعيش حوالي 35,000 مواطن بلجيكي في هولندا،  بينما يوجد حوالي 111,000 مواطن هولندي في بلجيكا. 
بفضل تاريخهما المشترك واللغة الهولندية، تربط هولندا وبلجيكا روابط ثقافية قوية. في عام 1980، أنشأ البلدان اتحاد اللغة الهولندية لتشجيع المزيد من التعاون في مجال اللغة الهولندية وآدابها. يقدم الاتحاد خدمات تشمل الأدوات اللغوية مثل القواميس وخدمة المشورة اللغوية والتعليم باللغة الهولندية ومهارات الأدب والقراءة والأنشطة التي تروج للغة الهولندية في أوروبا وبقية العالم. كما يعمل الاتحاد على إبراز التراث الثقافي المشترك للبلدين. 
يتم عمل العديد من البرامج والمسلسلات التلفزيونية بشكل متبادل بين البلدين، مثل إذا تعتقد أنك تستطيع الرقص واستوديو 100. كان البلدان مضيفين مشتركين لبطولة أمم أوروبا 2000 ولم ينجحا في محاولة استضافة كأس العالم لكرة القدم 2018. 

## الزيارات

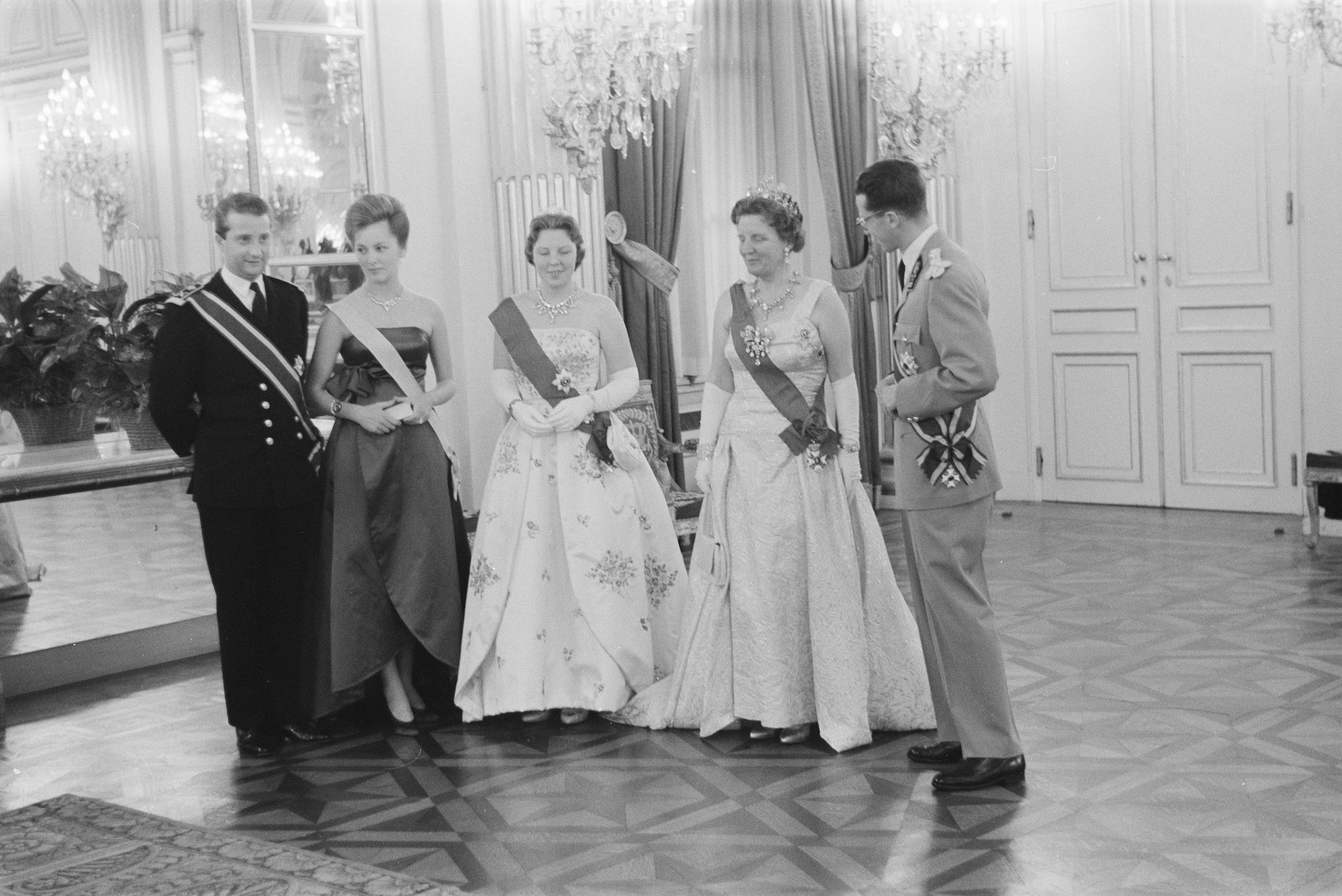
الزيارة والعشاء في القصر الملكي في بروكسل 1960

### زيارات الدولة
- 1938: زيارة الملك ليوبولد لأمستردام.
- 1960: زيارة الملكة جوليانا لبروكسل.
- 2016: زيارة الملك فيليب للملك ويليم ألكسندر، تم منح الملك والملكة فارس الصليب الأكبر من وسام الأسد الهولندي.

### أخرى
تمت دعوة دوق برابنت لحضور حفل تنصيب الملك ويليم ألكسندر والملكة ماتيلد هي العرابة للأميرة ألكسيا من هولندا.
حضرت الملكة بياتريكس جنازات الملك بودوان والملكة فابيولا. حضرت الملكة جوليانا حفل زفاف الملك بودوين والملكة فابيولا في عام 1960.

## المقارنة بين الدول
|                                               | بلجيكا                                                            | هولندا                                                           |
| --------------------------------------------- | ----------------------------------------------------------------- | ---------------------------------------------------------------- |
| تعداد السكان                                  | 11,099,554                                                        | 17,011,595                                                       |
| المساحة                                       | 31,000 كم 2 (11,969 ميل مربع)                                     | 42,000 كم 2 (16,216 ميل مربع)                                    |
| الكثافة السكانية                              | 364 / كم 2 (942 / ميل2)                                           | 405 / كم 2 (1,049 / ميل2)                                        |
| العاصمة                                       | بروكسل                                                            | أمستردام                                                         |
| أكبر مدينة                                    | أنتويرب - 510,610 (المنطقة الحضرية لبروكسل - 1,830,000)           | أمستردام - 810,084 (1,575,263 المنطقة الحضرية)                   |
| الحكومة                                       | ملكية دستورية برلمانية اتحادية                                    | ملكية دستورية برلمانية مركزية                                    |
| رئيس الدولة                                   | فيليب                                                             | فيليم ألكساندر                                                   |
| رأس الحكومة                                   | الكسندر دي كرو (حزب الفلمنكيون الليبراليون والديمقراطيون)         | مارك روته (حزب الشعب من أجل الحرية والديمقراطية)                 |
| اللغة الرسمية                                 | الهولندية والفرنسية والألمانية (بحكم الواقع وبحكم القانون)        | الهولندية والفريزية الغربية (بحكم الواقع وبحكم القانون)          |
| الأديان الرئيسية                              | 58٪ كاثوليكية، 7٪ مسيحيون آخرون، 5٪ إسلام، 2٪ أخرى، 27٪ لا دينيون | 29٪ كاثوليكية، 19٪ بروتستانتية، 5٪ إسلام، 5٪ أخرى، 42٪ لا دينيون |
| الجماعات العرقية                              | 59٪ فلمنك، 32٪ والون، 10٪ أخرى                                    | 81٪ هولنديون، 19٪ آخرون                                          |
| الناتج المحلي الإجمالي (تعادل القوة الشرائية) | 420.307 مليار دولار، 37,883 دولار للفرد                           | 696.308 مليار دولار، 41,447 دولار للفرد                          |
| الناتج المحلي الإجمالي (الاسمي)               | 484.692 مليار دولار، 43,686 دولار للفرد                           | 800.535 مليار دولار، 47,651 دولار للفرد                          |

## البعثات الدبلوماسية المقيمة
- بلجيكا لديها سفارة في لاهاي.

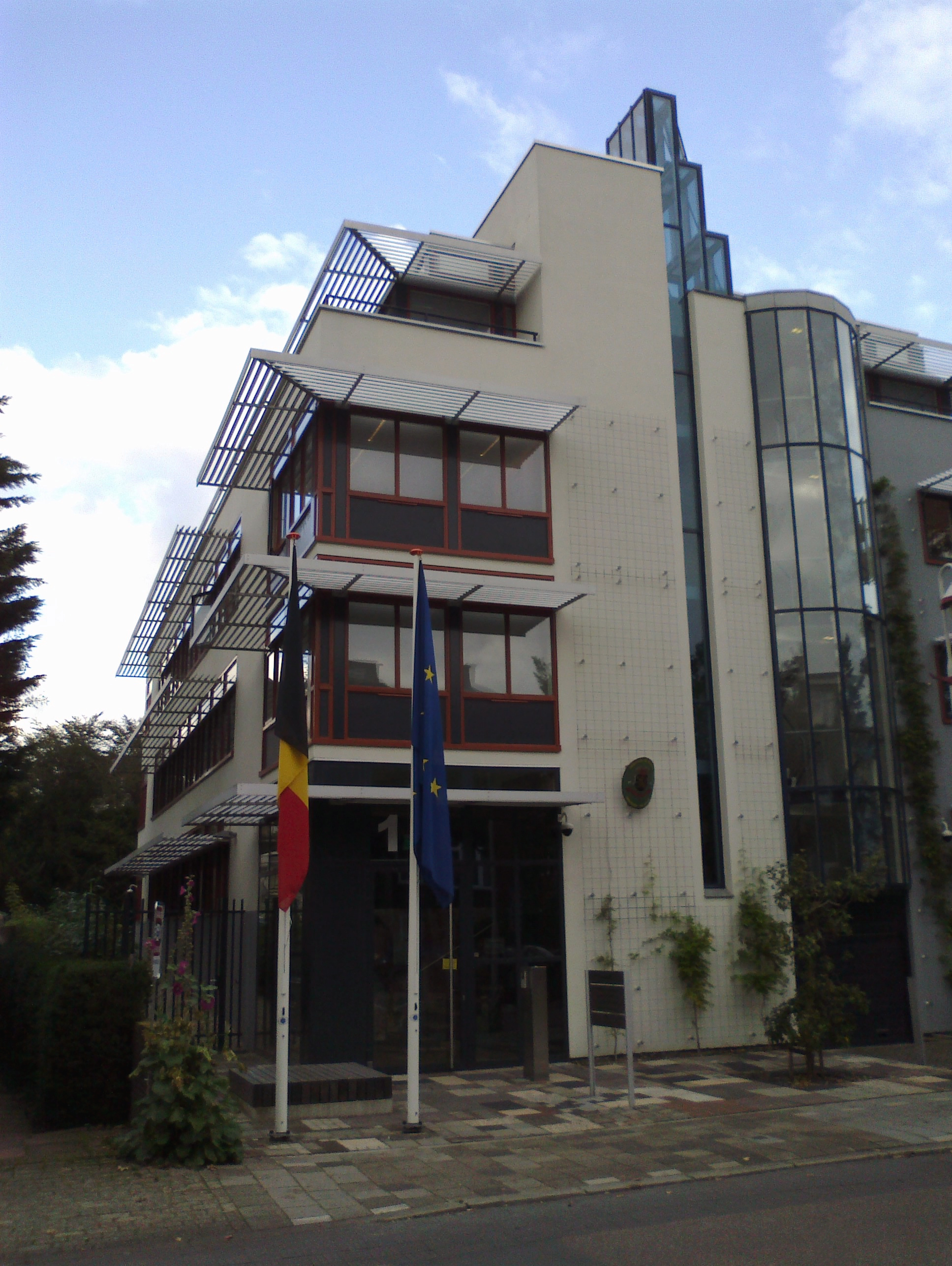
سفارة بلجيكا في لاهاي

- هولندا لديها سفارة في بروكسل وقنصلية عامة في أنتويرب.